# BNP Paribas Primrose Bordeaux 2011
Il BNP Paribas Primrose Bordeaux 2011 è stato un torneo professionistico di tennis maschile giocato sulla terra rossa. È stata la 4ª edizione del torneo, che fa parte dell'ATP Challenger Tour nell'ambito dell'ATP Challenger Tour 2011. Si è giocato a Bordeaux in Francia dal 7 al 15 maggio 2011.

## Partecipanti

### Teste di serie
| Nazionalità | Giocatore          | Ranking* | Testa di serie |
| ----------- | ------------------ | -------- | -------------- |
| Francia     | Jérémy Chardy      | 53       | 1              |
| Belgio      | Olivier Rochus     | 74       | 2              |
| Francia     | Julien Benneteau   | 88       | 3              |
| Francia     | Nicolas Mahut      | 90       | 4              |
| Stati Uniti | Alex Bogomolov Jr. | 91       | 5              |
| Germania    | Miša Zverev        | 94       | 6              |
| Francia     | Benoît Paire       | 99       | 7              |
| Francia     | Florent Serra      | 100      | 8              |

- Ranking al 2 maggio 2011.

### Altri partecipanti
Giocatori che hanno ricevuto una wild card:
- Jonathan Eysseric
- Marc Gicquel
- Romain Jouan
- Maxime Teixeira

Giocatori che hanno ricevuto uno special exempt:
- Fernando González

Giocatori che sono passati dalle qualificazioni:
- José Acasuso
- David Guez
- Stéphane Robert
- Carlos Salamanca

## Campioni

### Singolare
Marc Gicquel ha battuto in finale  Horacio Zeballos, 6–2, 6–4

### Doppio
Jamie Delgado /  Jonathan Marray hanno battuto in finale  Julien Benneteau /  Nicolas Mahut, 7–5, 6–3